# Brycinus lateralis
Brycinus lateralis é uma espécie de peixe da família Alestidae.
Pode ser encontrada nos seguintes países: Angola, Botswana, Malawi, Moçambique, Namíbia, África do Sul, Zâmbia e Zimbabwe.
Os seus habitats naturais são: rios e deltas interiores.